# (27344) Vesevlada
(27344) Vesevlada est un astéroïde de la ceinture principale.

## Description
(27344) Vesevlada est un astéroïde de la ceinture principale. Il fut découvert le 26 février 2000 à l'Observatoire d'Ondřejov par Lenka Šarounová. Il présente une orbite caractérisée par un demi-grand axe de 2,64 UA, une excentricité de 0,15 et une inclinaison de 2,9° par rapport à l'écliptique.

## Compléments